# 快板號列車
快板號列車（Allegro）是一種提供於芬蘭赫爾辛基和俄羅斯聖彼得堡之間的高速鐵路服務，使用芬蘭鐵路（VR）的阿爾斯通產列車運行。這一服務開始於2010年12月。該列車運行目的是為了縮短赫爾辛基和聖彼得堡之間的旅行所需時間。在快板號列車開始運行之前，兩地之間的鐵路交通需要5.5小時，現在則需要3小時27分。兩地之間的距離有407公里。快板號列車今後有計劃將所需時間縮短至3小時。「快板」是一個表示快節奏的音樂術語，寓意「高速」。
2022年俄羅斯入侵烏克蘭後，歐盟各國紛紛禁止俄羅斯客機進入領空，而俄羅斯亦禁止歐盟客機進入領空，快板號列車變成了從俄羅斯進入歐盟的唯一途徑，大量民眾乘搭此列車離開俄羅斯，當時歐盟亦要求芬蘭鐵路維持快板號列車的服務以便民眾撤離。不過後來，為響應國際制裁，本列車自2022年3月27日起暫停服務。2023年12月，VR集团表示已全资收购所有4辆快板号车辆，预计2025年中旬恢复开行，但只限芬兰境内运行。

## 路線

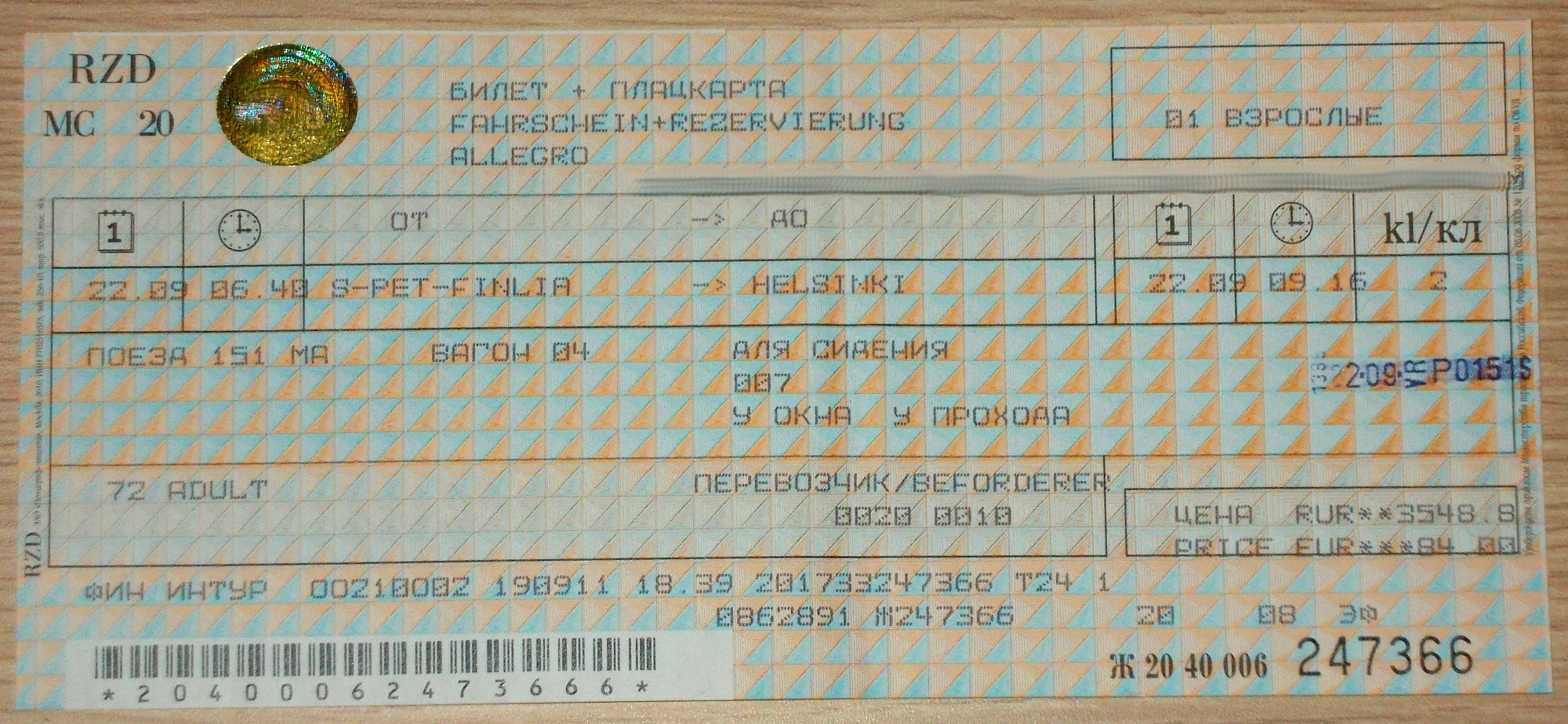
從聖彼得堡至赫爾辛基的快板號列車車票

快板號列車途徑以下車站。
- 聖彼得堡（芬蘭車站）
- 維堡
- 瓦伊尼卡拉（英语：Vainikkala）
- 科沃拉
- 拉赫蒂
- 蒂庫里拉（英语：Tikkurila railway station）
- 帕西拉（英语：Pasila railway station）
- 赫爾辛基（中央车站）

在2016年3月27日至2020年3月29日，快板號列車曾不在帕西拉車站停車。瓦伊尼卡拉（芬蘭國境車站）及維堡車站是特殊車站。在開往芬蘭的列車上，乘客不得在維堡下車，但允許乘客在維堡上車。搭乘前往俄羅斯的列車的乘客也因同樣原因而不得在瓦伊尼卡拉下車。2020年2月起直到2022年3月列车停运之前，因2019冠状病毒病疫情影响，列车暂时只允许俄芬两国公民乘坐。

## 護照及海關檢查

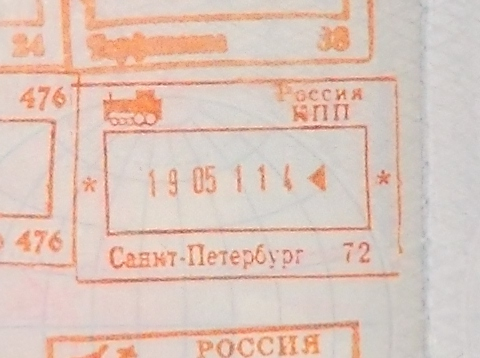
在快板號列車上蓋上的俄羅斯入境章

所有乘坐快板號列車跨越芬蘭-俄羅斯兩國國境的乘客均需接受芬蘭及俄羅斯的國境檢查。乘客在科沃拉及瓦伊尼卡拉之間路段接受芬蘭的國境檢查；俄羅斯的國境檢查則在聖彼得堡及維堡之間進行。在瓦伊尼卡拉或維堡上車的乘客則在車站內接受檢查。快板號列車亦提供貨幣兌換服務，遊客可在車內兌換歐元或俄羅斯盧布。

## 使用列車
快板號列車使用阿爾斯通生產的Sm6級列車。「Sm」是芬蘭語電聯車（sähkömoottorijuna）的簡寫。Sm6級列車的外觀類似VR的早期VR Sm3級列車，但其設計基於第四代列車。
快板號列車的最高速度是220 km/h（140 mph），可在科沃拉至拉赫蒂之間達到。在經過改建之後，蒂庫里拉和盧邁基、維堡和聖彼得堡之間的時速亦達到200 km/h（120 mph）。
Sm6級列車可在芬蘭和俄羅斯雙方的鐵路網運行。列車具有雙電壓電氣設備，能同時使用的芬蘭的25 kV 50 Hz交流電，以及俄羅斯的3 kV直流電。快板號列車在芬蘭的1,524毫米（5英尺）軌距及俄羅斯的1,520毫米（4英尺11+27⁄32英寸）軌距上均可實現200 km/h（120 mph）以上速度。車門亦可適應芬蘭550 mm（21.7英寸）的月台高度，以及俄羅斯1,100 mm（43.3英寸）的月台高度。

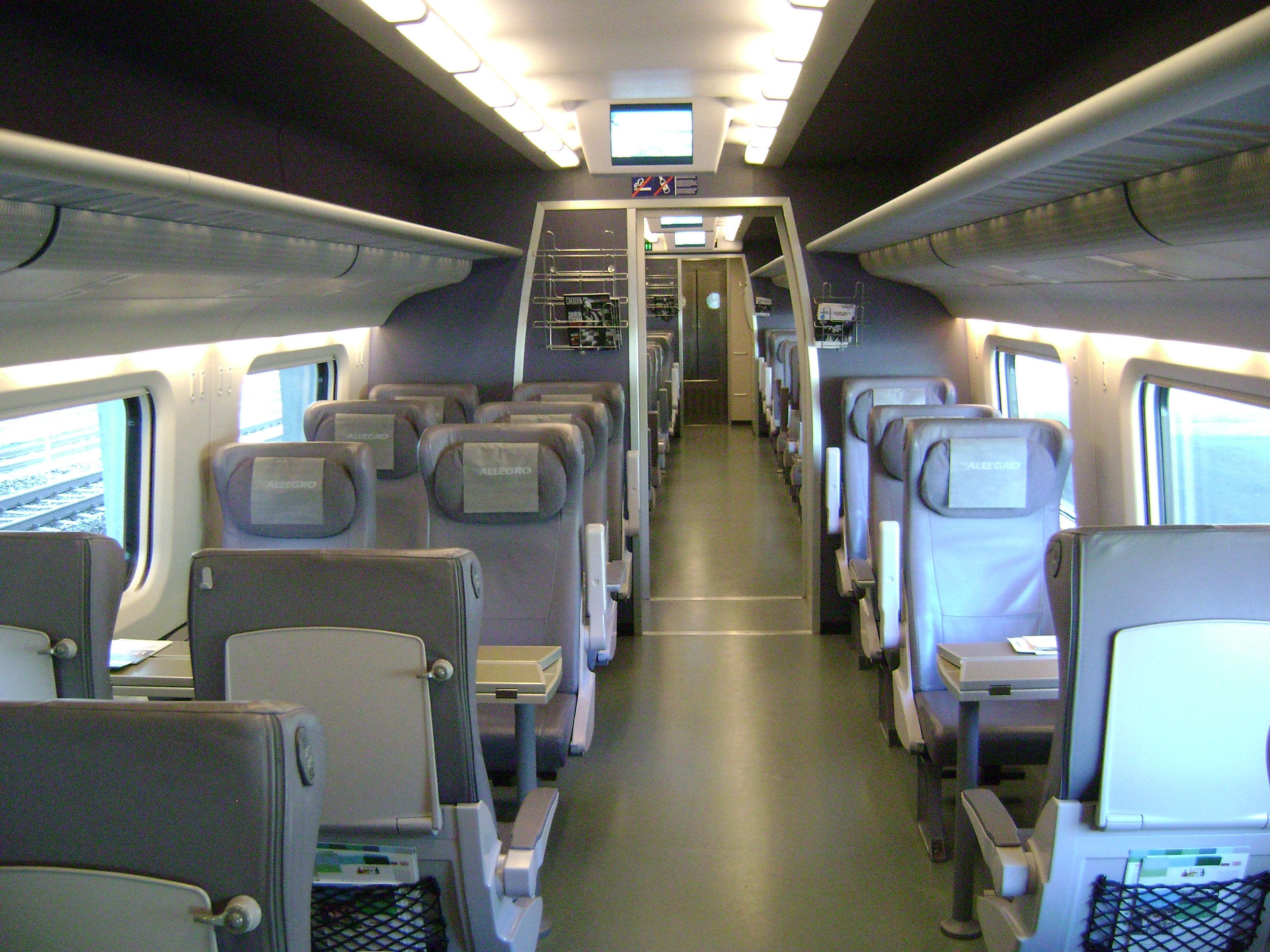
一等車車廂
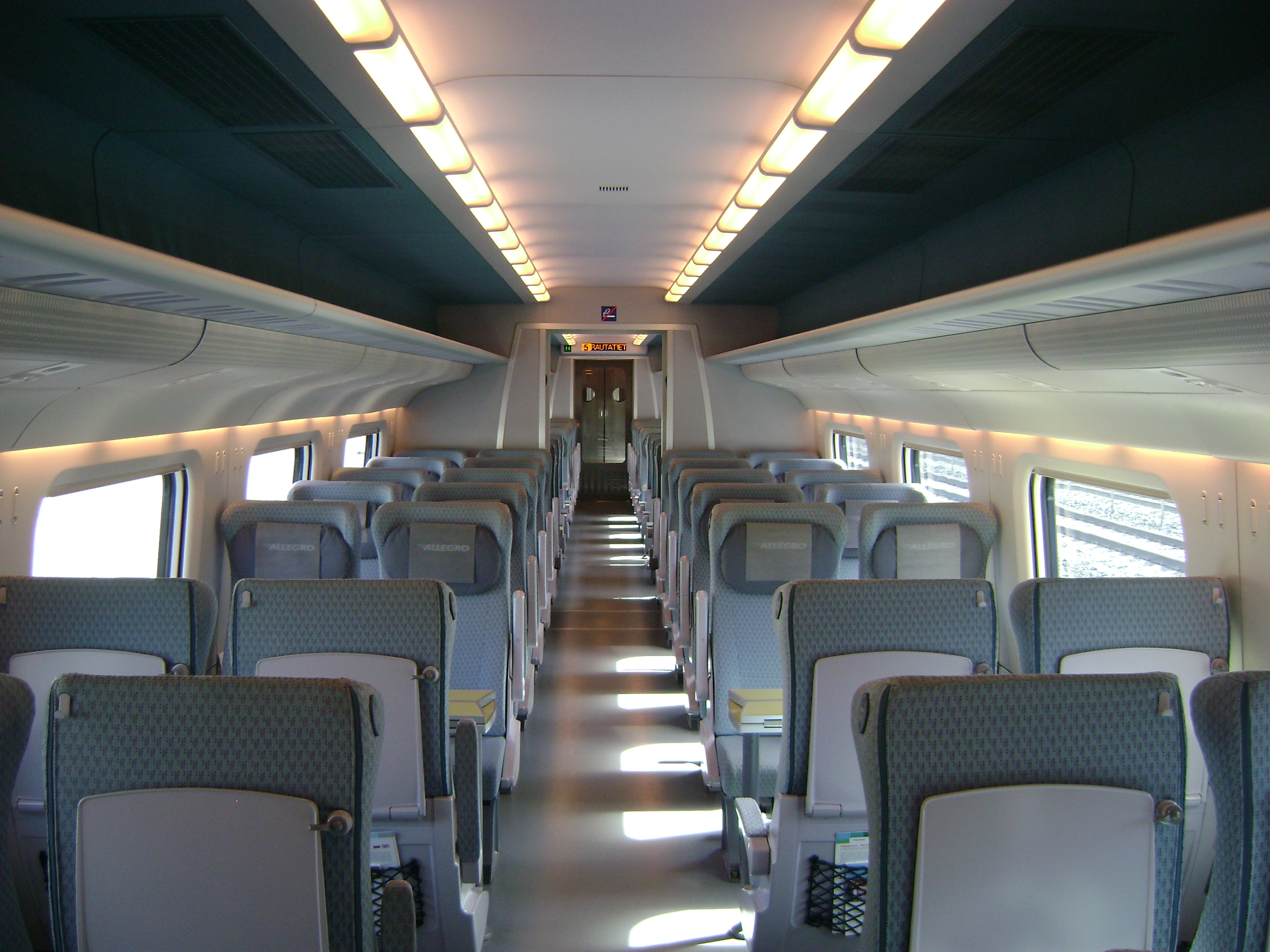
二等車車廂

## 机上服务
- 餐饮：车上设有餐车，除海关检查期间外，全程提供餐饮。
- 货币兑换：火车上有工作人员不断走动，提供货币兑换服务。
- 儿童区：这里有可供小孩子玩耍的区域。

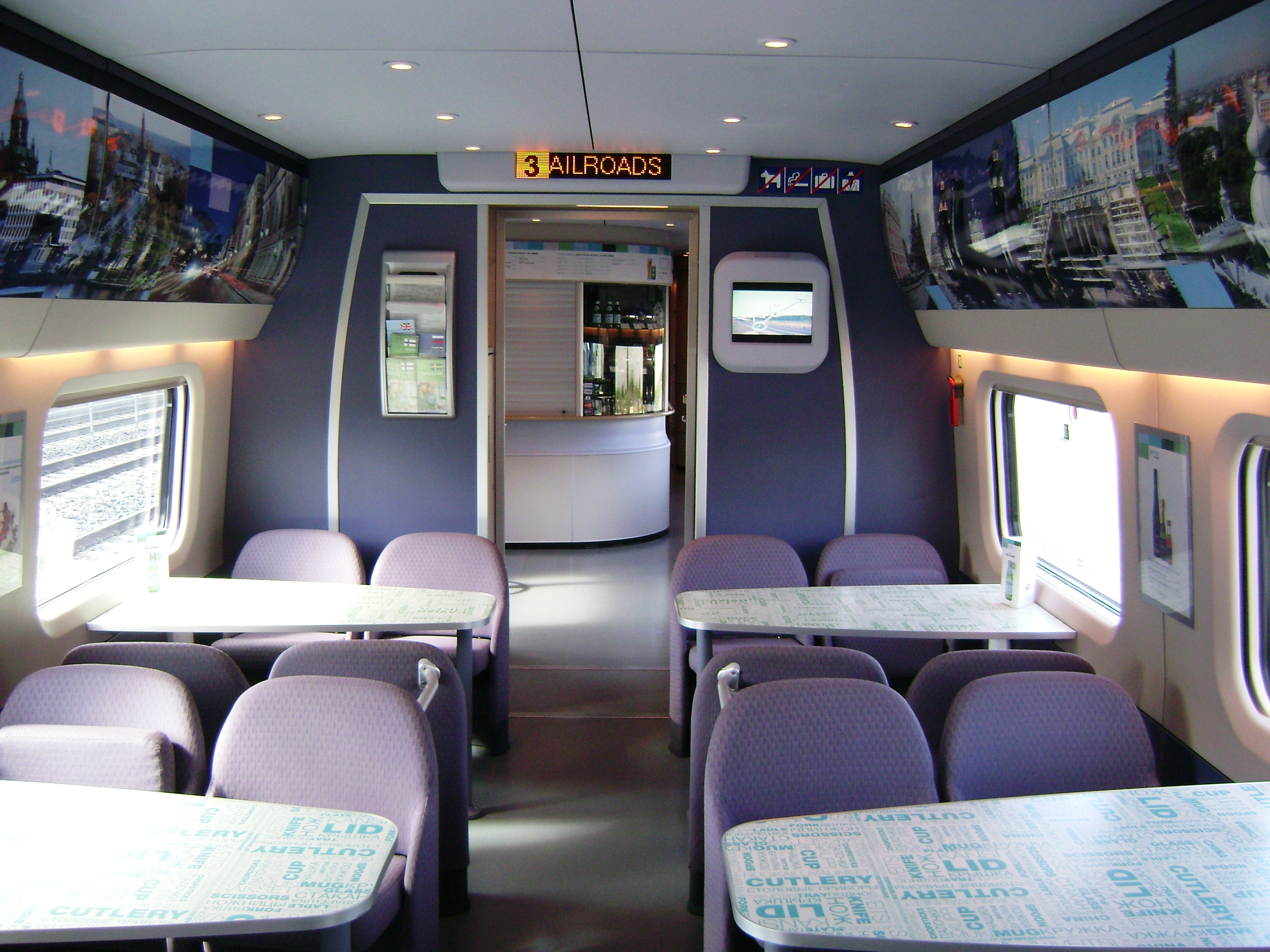
餐厅车厢（翻新前）
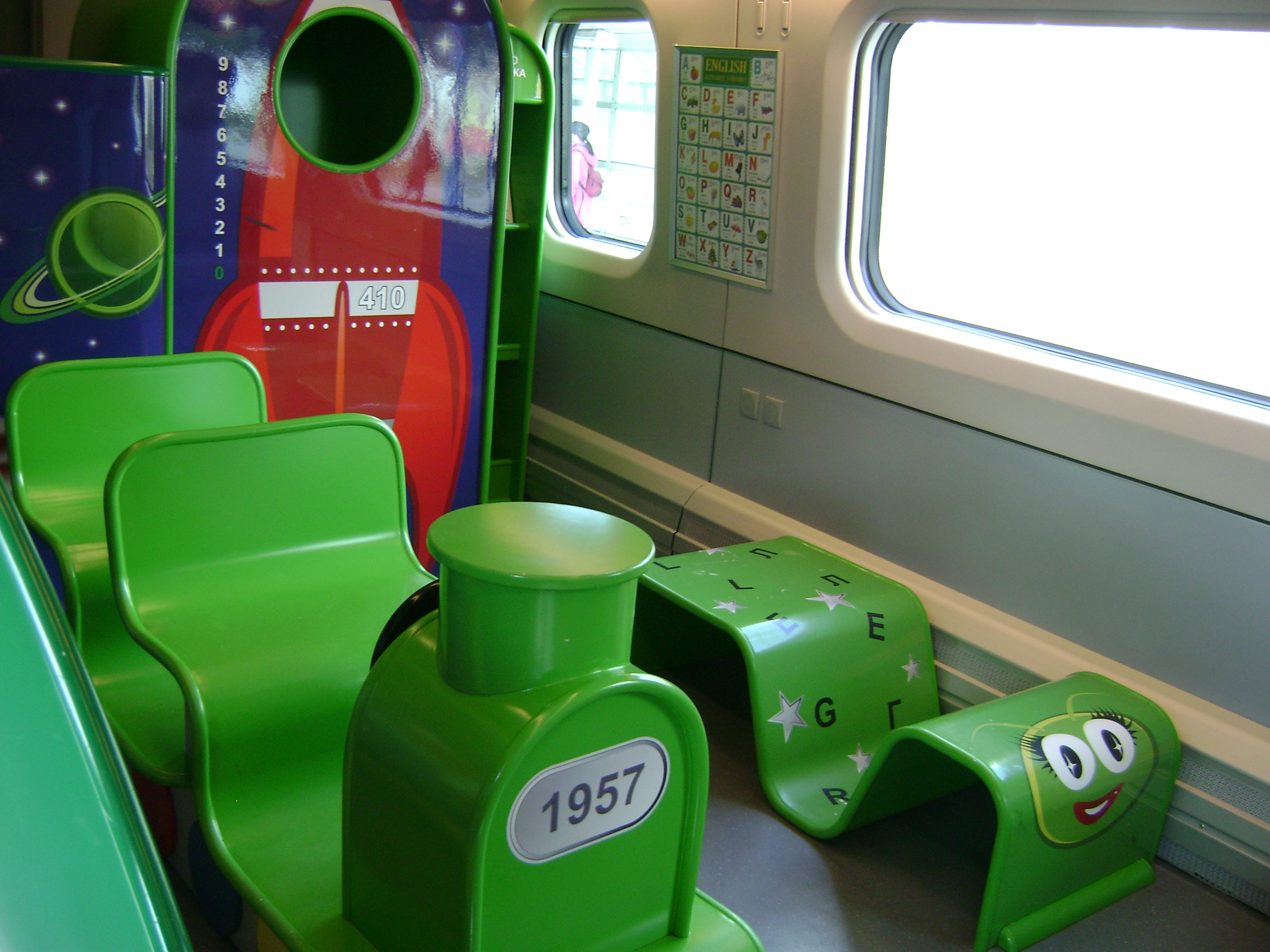
儿童区（翻新前）

## 俄羅斯-芬蘭合作
快板號列車由卡累利阿列車所有。該公司是一個由VR集團（芬蘭鐵路）及RZD（俄羅斯鐵路）各出資一半的合資企業。時任芬蘭總統塔里婭·哈洛寧及時任俄羅斯總理佛拉迪米爾·普丁出席了快板號列車的始發儀式。

## 外部連結
维基共享资源上的相關多媒體資源：快板號列車
- 卡累利阿列車 （页面存档备份，存于）
- 官方网站 （页面存档备份，存于）